# Kr’shna Brothers
Kr’shna Brothers – polski zespół, grający muzykę grunge, istniejący w latach 1993–1995.
Początków zespołu należy szukać pod koniec roku 1992, kiedy doszło do spotkania dwóch młodych muzyków hardcore'owej grupy Dump (Adamczyk, Szydłowski) z doświadczonym perkusistą zespołu Turbo, Tomaszem Goehsem. Wkrótce dołączył do nich kolejny doświadczony muzyk, którym był basista Witold Urbański, znany z zespołu Malarze i Żołnierze.
Po kilku miesiącach prób zespół wystąpił na festiwalu w Jarocinie, dzięki czemu zdobył kontrakt z wydawnictwem Loud Out Records. Grupa zadebiutowała albumem Food for Life, Spirit for Fuck. Wśród utworów, które można usłyszeć na tym wydawnictwie, znajduje się między innymi cover piosenki Marka Grechuty "Dni, których nie znamy". Oprócz tego na płycie znalazł się utwór "We Know How to Kill", z którego riff został później wykorzystany w słynnym przeboju grupy Kazik Na Żywo "Artyści". Podobno fragment ten kosztował Kazika "zaledwie" skrzynkę piwa.
Tuż po zarejestrowaniu drugiej płyty zespołu "If", wytwórnia Loud Out Records zbankrutowała. W efekcie tego, gotowy już materiał został wydany w znikomym nakładzie jedynie na kasetach magnetofonowych oraz przy całkowitym braku promocji. Po jakimś czasie pojawiła się oferta dużej wytwórni muzycznej, która była związana z koniecznością rezygnacji z innych projektów muzycznych wszystkich członków grupy. Ponieważ wszyscy muzycy mieli swoje udziały w innych grupach, nie doszło do podpisania tego kontraktu.
Oprócz wspomnianych dwóch płyt studyjnych, w 1994 pojawił się na rynku album koncertowy Liveforfuck. Kolejnym wydawnictwem jest płyta Live, czyli zapis koncertu zarejestrowany na festiwalu w Jarocinie w 1993, wraz z zespołem Alastor, a wydany już po rozpadzie grupy w 2001 roku.
Po zakończeniu działalności zespołu, jego wokalista śpiewał w formacji Lizar. Stylistyka muzyczna tejże grupy stanowiła spore zaskoczenie dla fanów zespołu. Perkusista związał się z grupą Kazik na Żywo, a Jarek Shadok Szydłowski z zespołem Squot i Meggayogga. Basista Witold Urbański zmarł w listopadzie 2008 roku.

## Dyskografia
- Food for Life, Spirit for Fuck (1993)
- Liveforfuck (1994)
- If... (1995)
- Live (2001)

## Skład
- Jacek Adamczyk – śpiew, gitara
- Jarek "Shadok" Szydłowski – gitara
- Witek Urbański – gitara basowa
- Tomasz Goehs – perkusja (Turbo, Wolf Spider, Creation of Death, Kult, Kazik Na Żywo, 2Tm2,3)
- Jacek Chraplak – gitara basowa (Flapjack)